# آن برتغال
آن برتغال (بالفرنسية: Anne Portugal)‏ (29 مارس 1949، أنجيه في فرنسا)؛ كاتِبة وشاعرة فرنسية.